# Ulica Teofila Lenartowicza w Krakowie
Ulica Teofila Lenartowicza – ulica w Krakowie, w dzielnicy I Stare Miasto na Piasku oraz w dzielnicy V Krowodrza na Nowej Wsi.
Łączy ulicę Henryka Sienkiewicza z ulicą Henryka Siemiradzkiego. Jest jednojezdniowa.

## Historia
Ulica w obecnym kształcie została wytyczona w 1893 roku. Pierwotnie biegła od ulicy Henryka Siemiradzkiego do alei Juliusza Słowackiego, przedłużenie jej poza aleję, do ulicy Henryka Sienkiewicza, nastąpiło w latach trzydziestych XX wieku.
Rok po wytyczeniu, w 1894 roku ulica otrzymała nazwę Teofila Lenartowicza – polskiego etnografa, rzeźbiarza, konspiratora i poetę romantycznego.

## Zabudowa
Po zachodniej stronie ulicy:
- ul. Teofila Lenartowicza 2 (ul. Henryka Siemiradzkiego 27) – kamienica, XIX wiek.
- ul. Teofila Lenartowicza 4 – kamienica, XIX wiek.
- ul. Teofila Lenartowicza 6 – kamienica, XIX wiek.
- ul. Teofila Lenartowicza 8 – kamienica, XIX wiek.
- ul. Teofila Lenartowicza 10 – kamienica, XIX wiek.
- ul. Teofila Lenartowicza 12 – kamienica, XIX wiek.
- ul. Teofila Lenartowicza 14 (al. Juliusza Słowackiego) – kamienica, 1895–1896.
- ul. Teofila Lenartowicza 18 – kamienica. Projektował Alfred Düntuch, Stefan Landsberger, 1934.
- ul. Teofila Lenartowicza 20 (ul. Henryka Sienkiewicza 9) – kamienica, 1935.

Po wschodniej stronie ulicy:
- ul. Teofila Lenartowicza 1 (ul. Henryka Siemiradzkiego 25) – kamienica. Projektował Kazimierz Zieliński 1911–1912.
- ul. Teofila Lenartowicza 3 – kamienica, XX wiek.
- ul. Teofila Lenartowicza 5 – kamienica, XX wiek.
- ul. Teofila Lenartowicza 7 – kamienica, XIX wiek.
- ul. Teofila Lenartowicza 9 – kamienica, XX wiek.
- ul. Teofila Lenartowicza 11 – kamienica, XIX wiek.
- ul. Teofila Lenartowicza 13 – kamienica. Projektował Jakub Spira, XIX wiek.
- ul. Teofila Lenartowicza 15 – kamienica. Projektował Samuel Nebenzahl, 1937
- ul. Teofila Lenartowicza 19 – kamienica. Projektował Zygmunt Grünberg, 1936.
- ul. Teofila Lenartowicza 21 – kamienica. Projektował Stanisław Nebenzahl, 1935.
- ul. Teofila Lenartowicza 23 (ul. Henryka Sienkiewicza 11) – kamienica, 1935.

Opracowano na podstawie źródła: Gminnej ewidencji zabytków – Kraków.

## Galeria

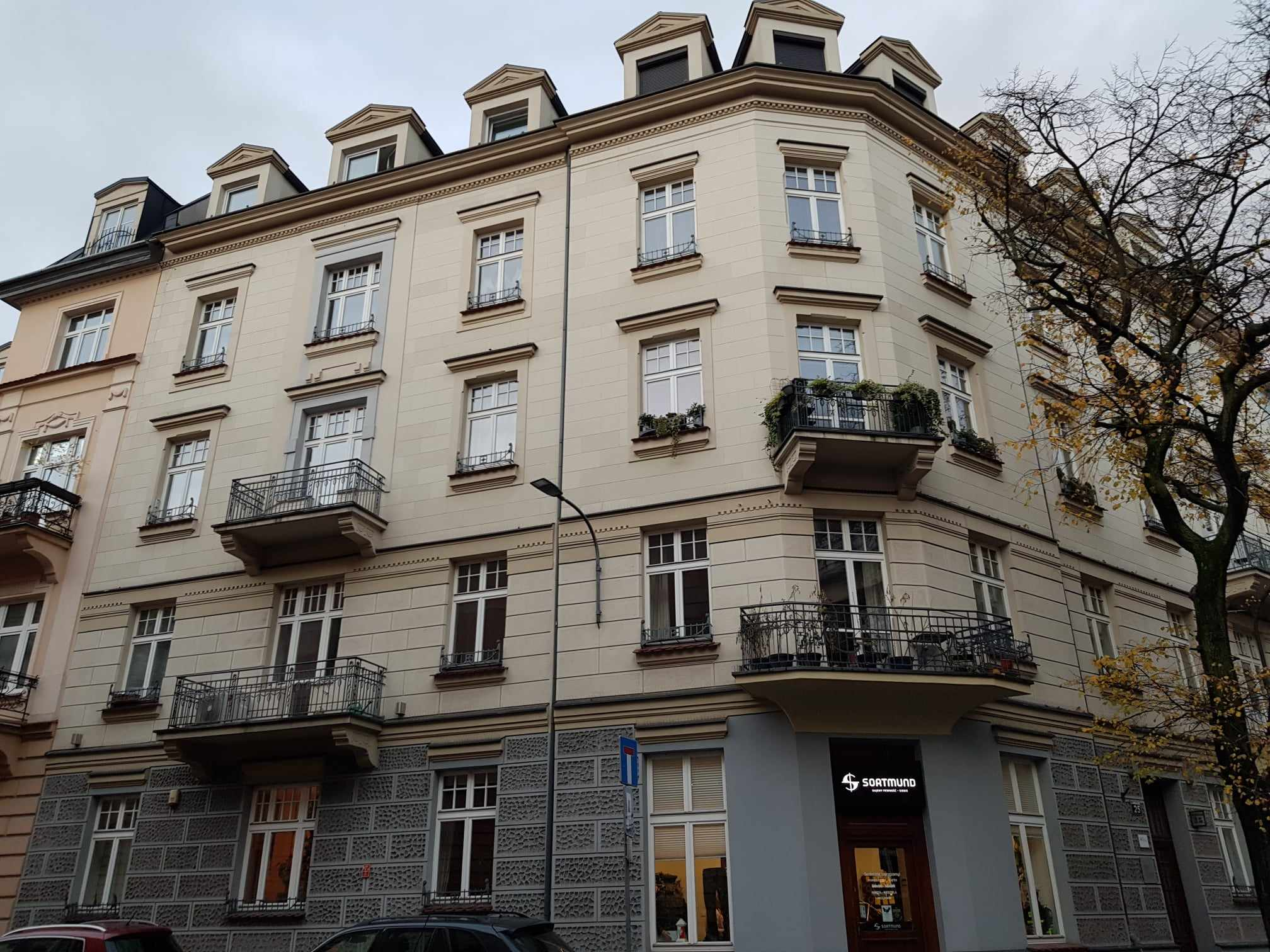
ul. Teofila Lenartowicza 1 Kamienica (proj. Kazimierz Zieliński, 1911–1912)
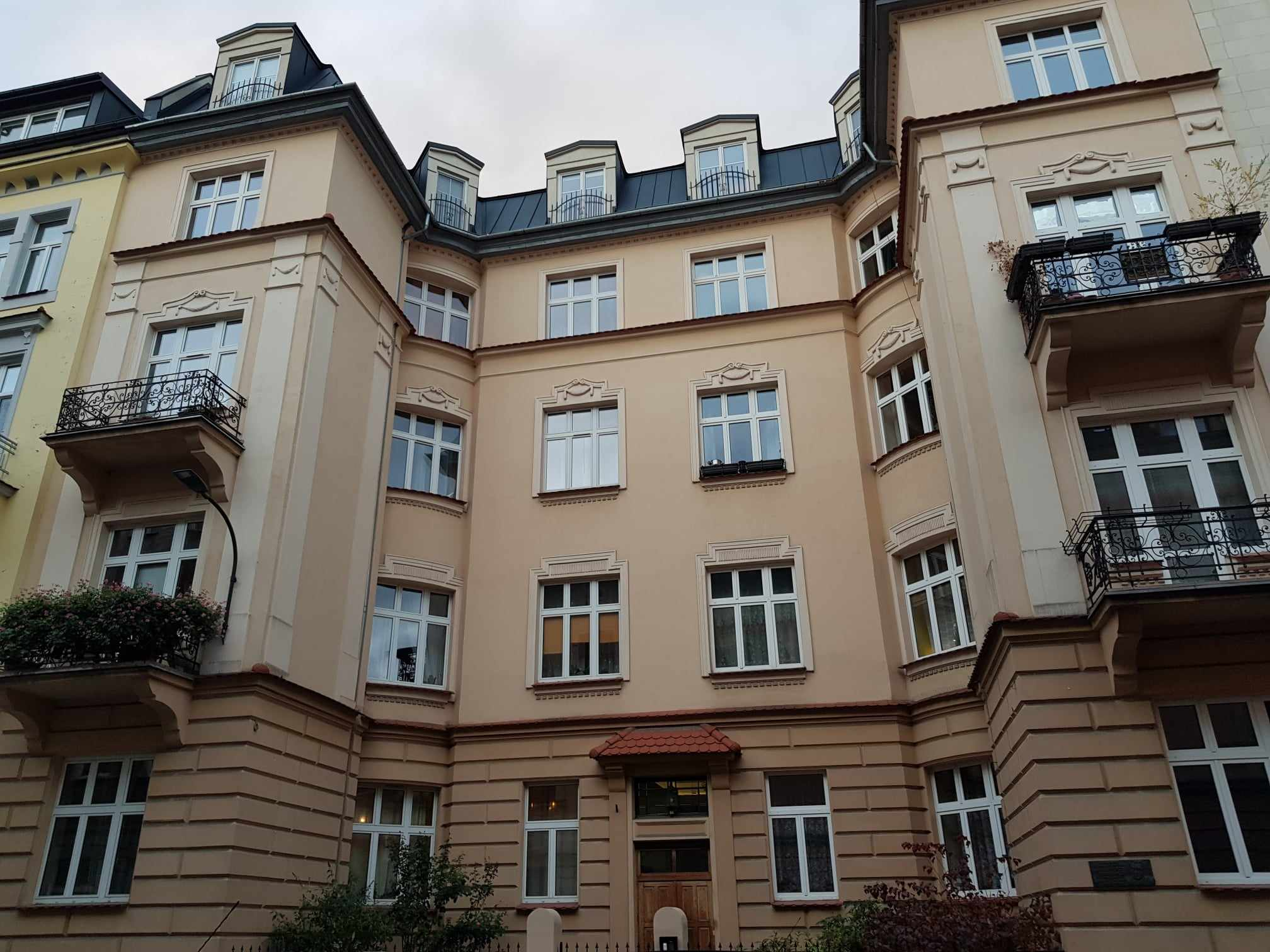
ul. Teofila Lenartowicza 3 Kamienica ( XX w.)
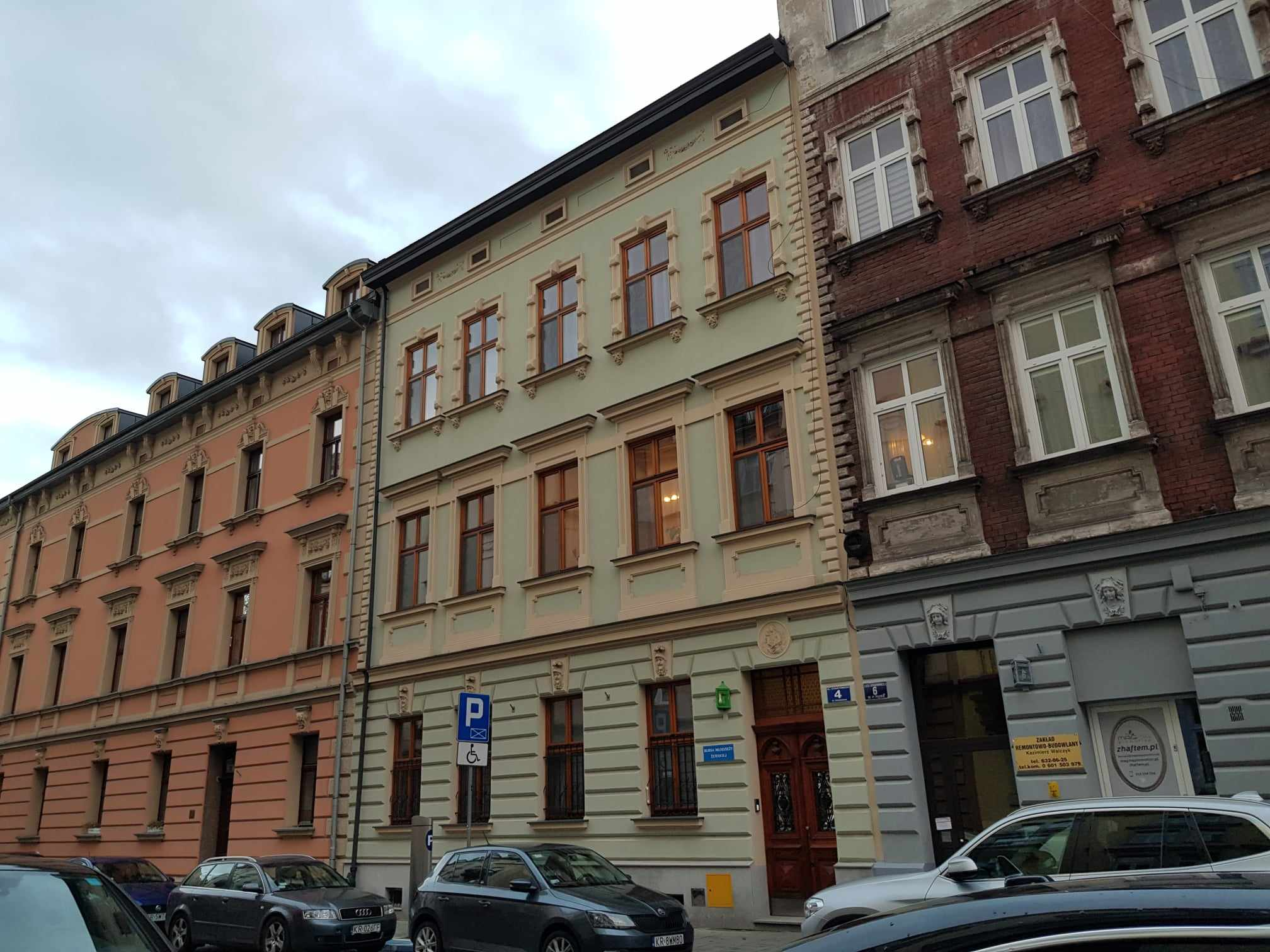
ul. Teofila Lenartowicza 4 Kamienica (XIX w.)
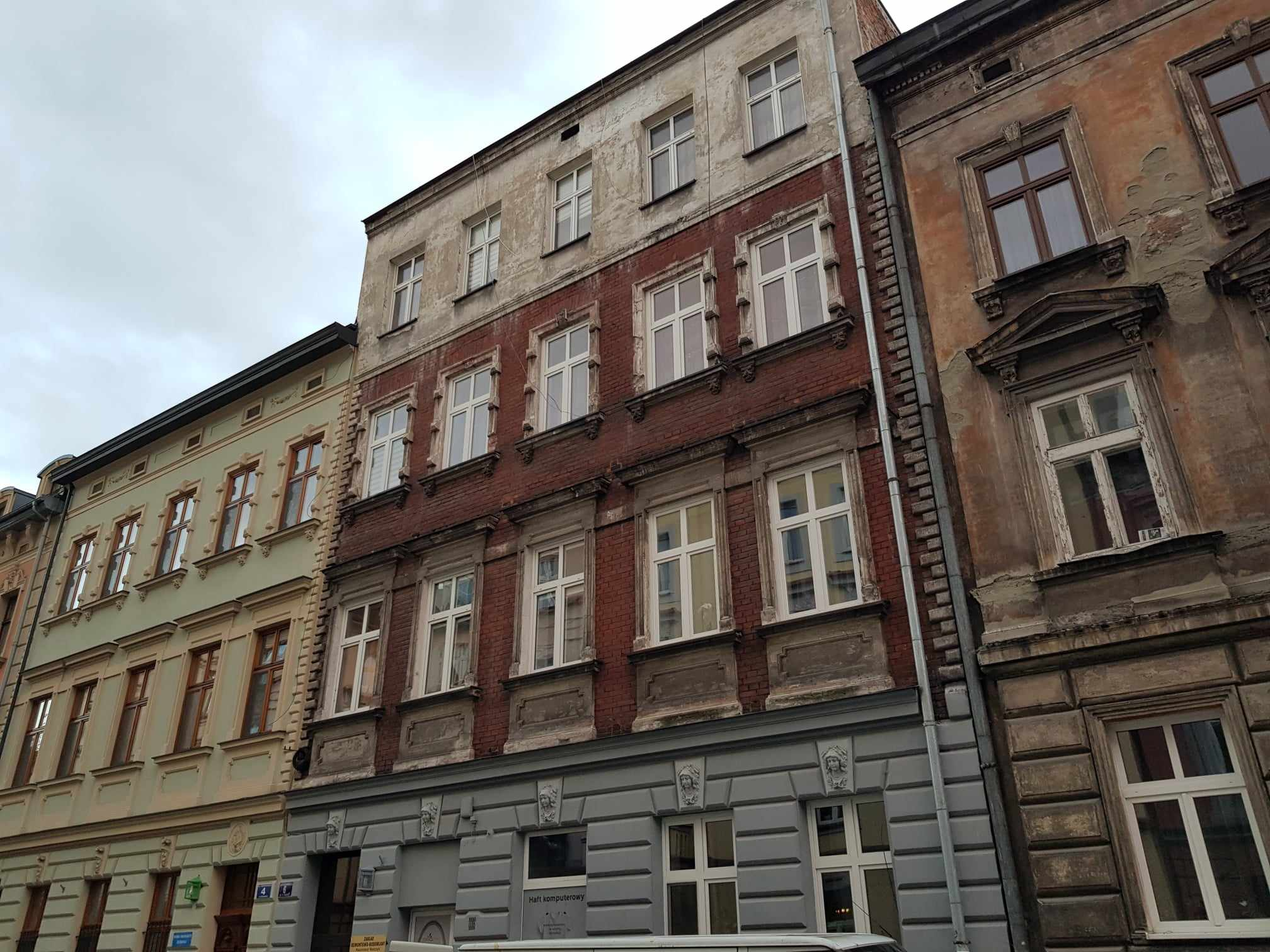
ul. Teofila Lenartowicza 6 Kamienica (XIX w.)
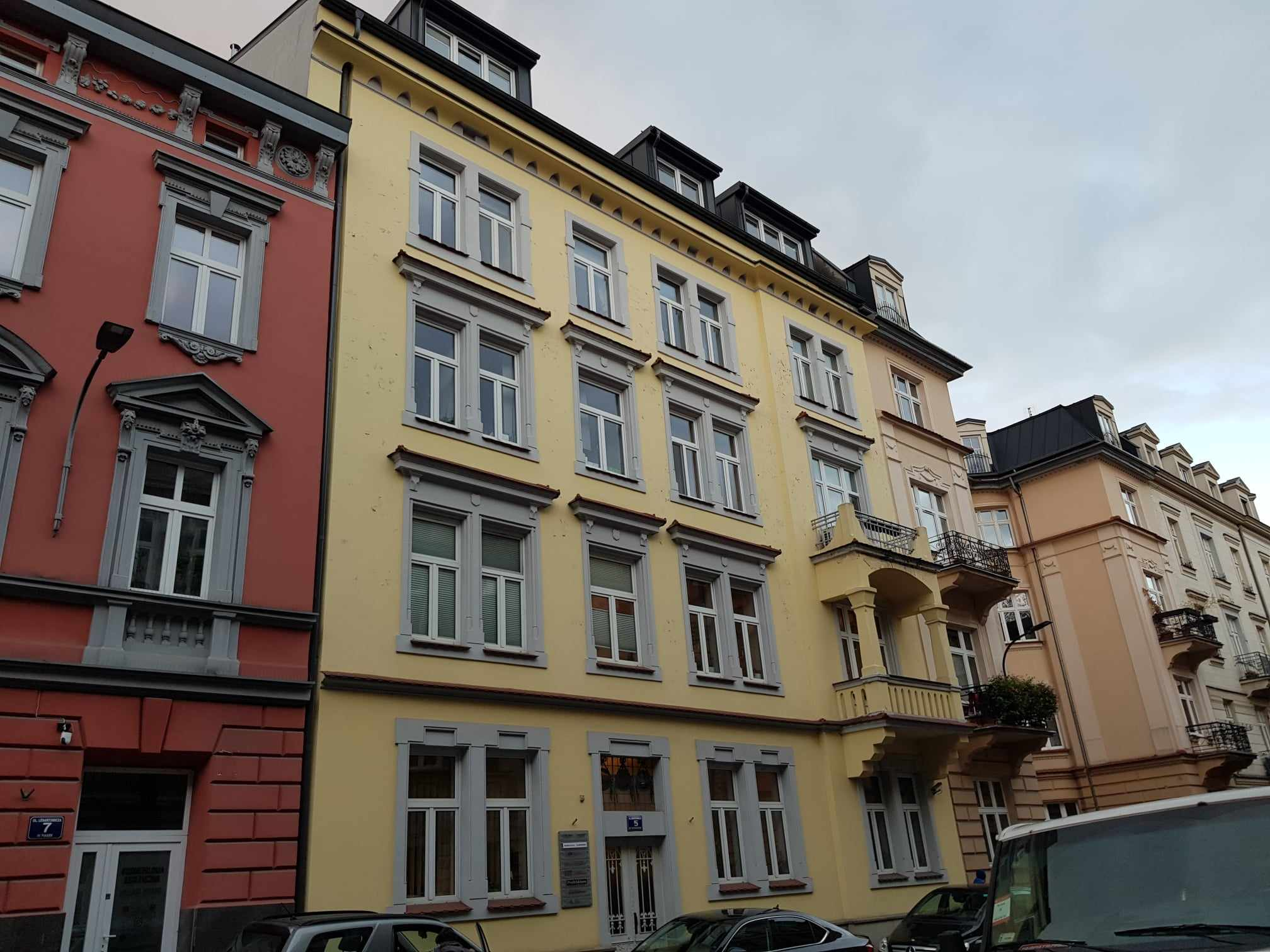
ul. Teofila Lenartowicza 5 Kamienica (XX w.)
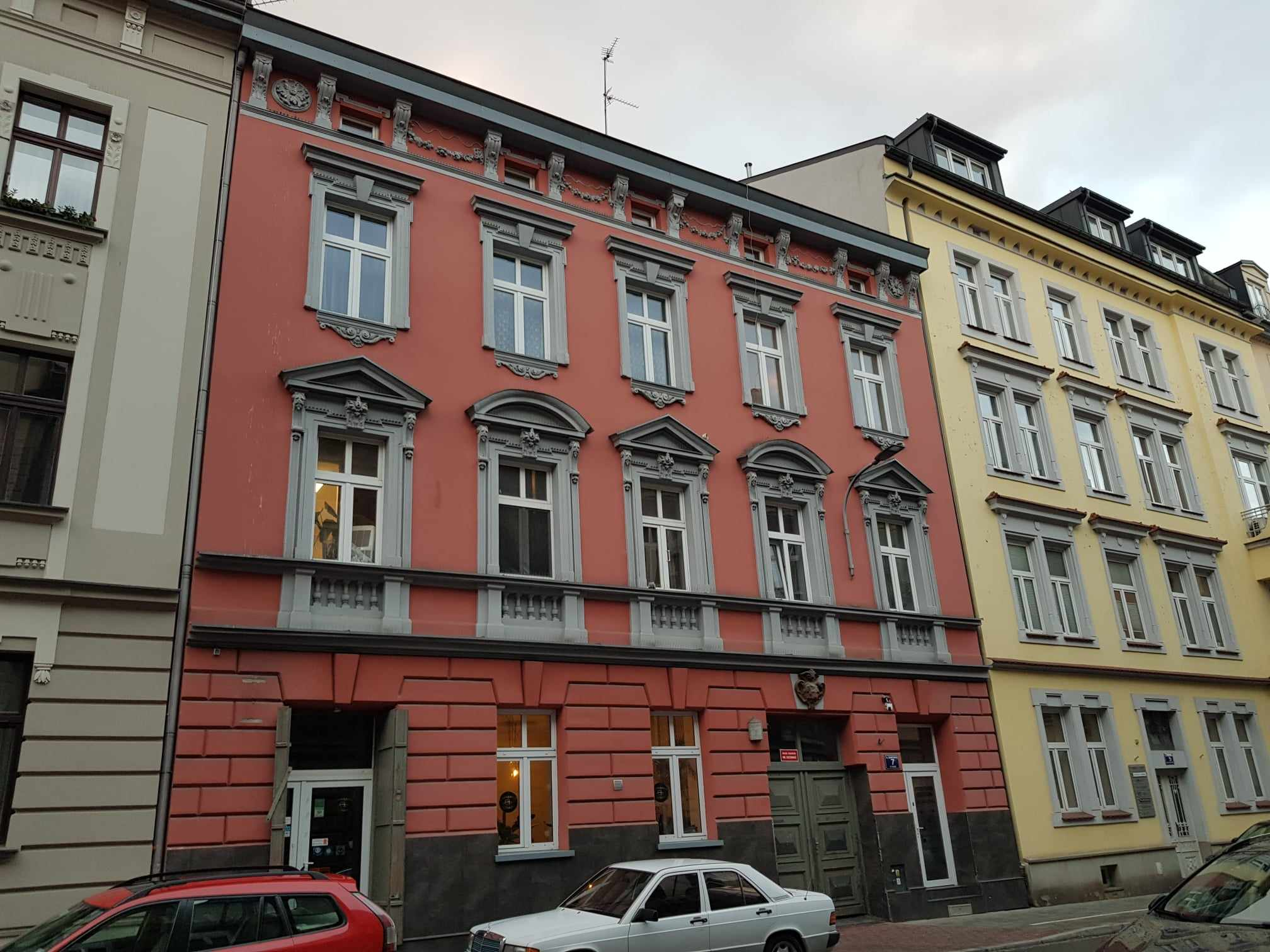
ul. Teofila Lenartowicza 7 Kamienica (XIX w.)
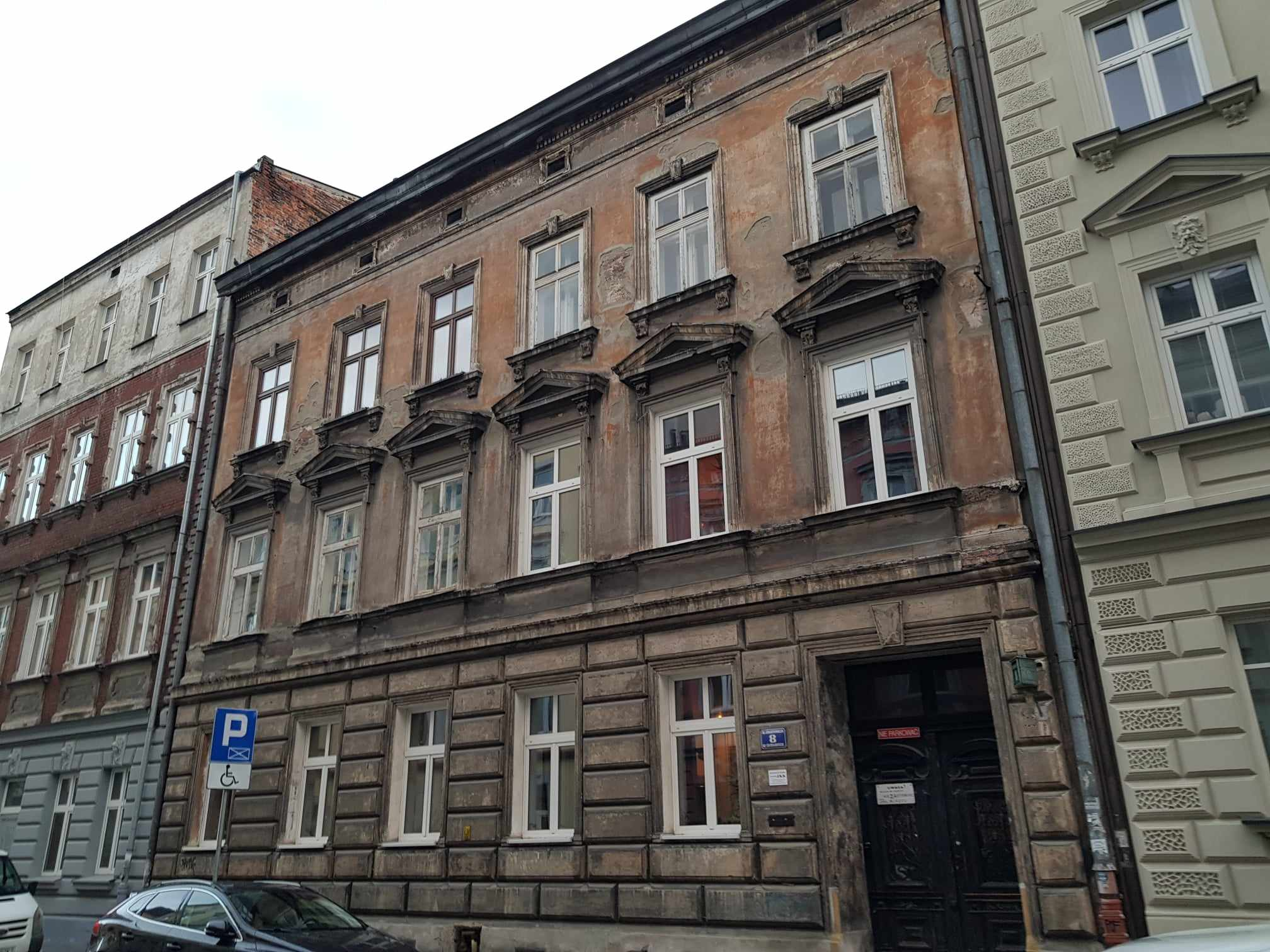
ul. Teofila Lenartowicza 8 Kamienica (XIX w.)
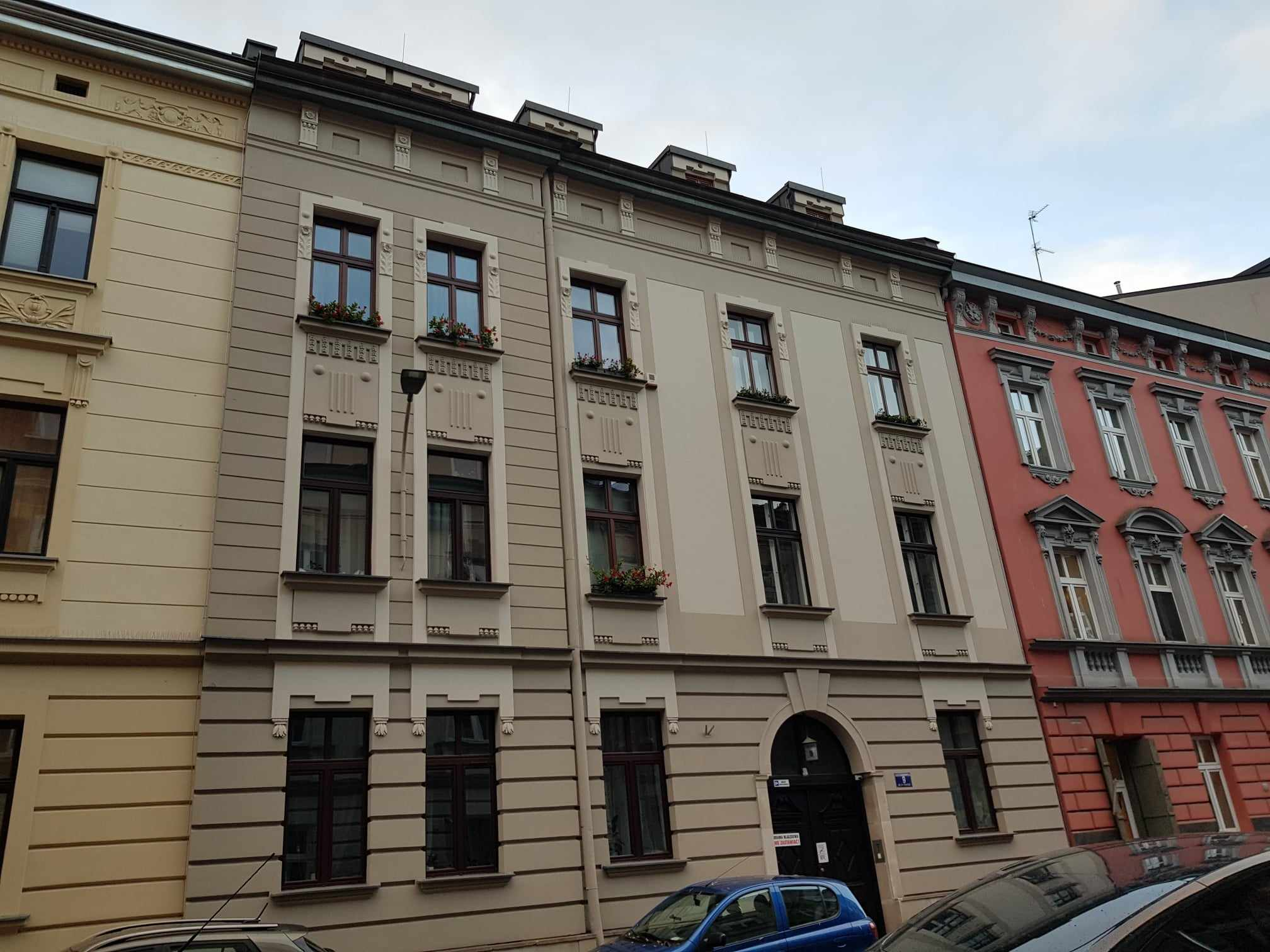
ul. Teofila Lenartowicza 9 Kamienica (XX w.)
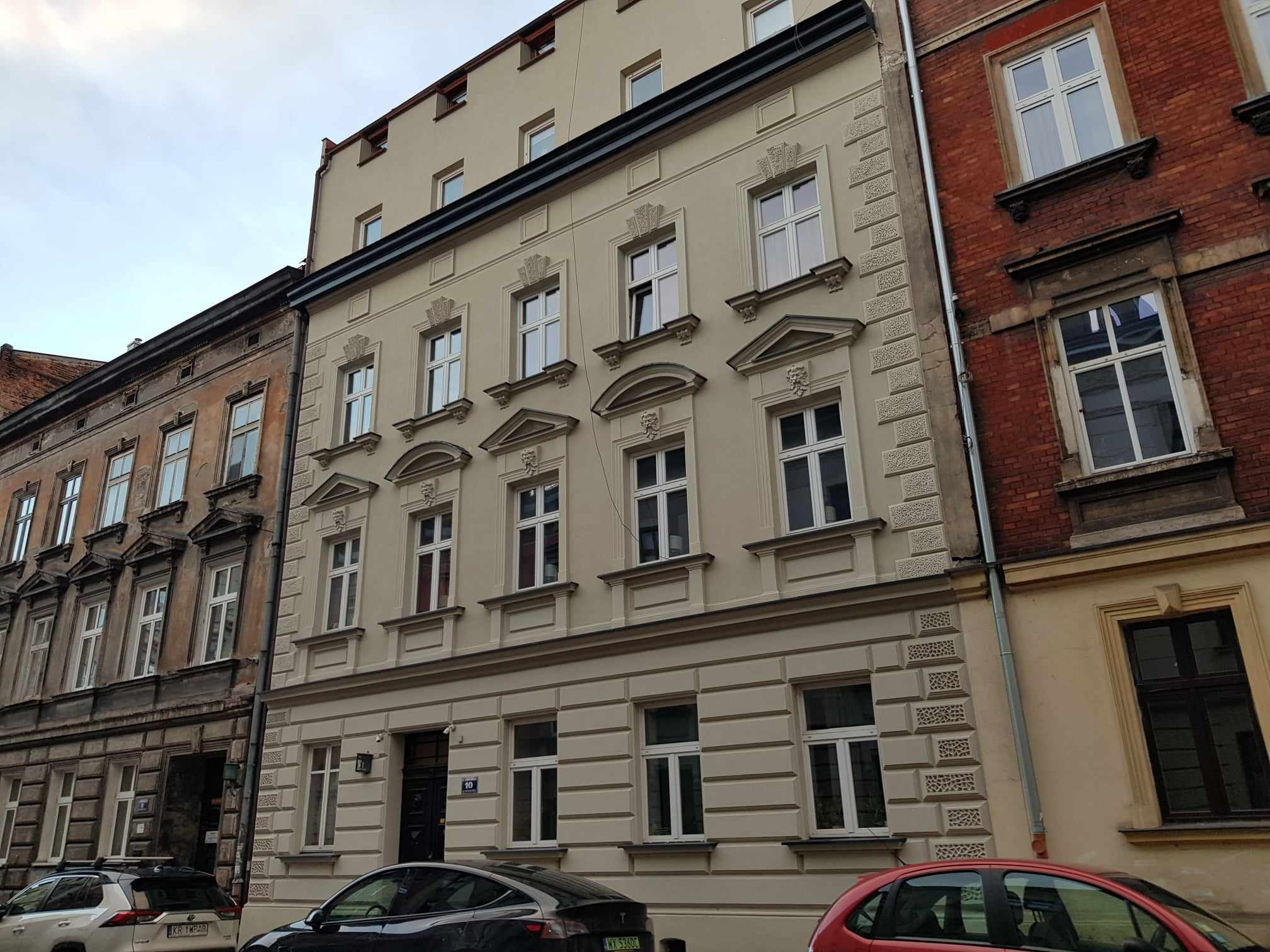
ul. Teofila Lenartowicza 10 Kamienica (XIX w.)
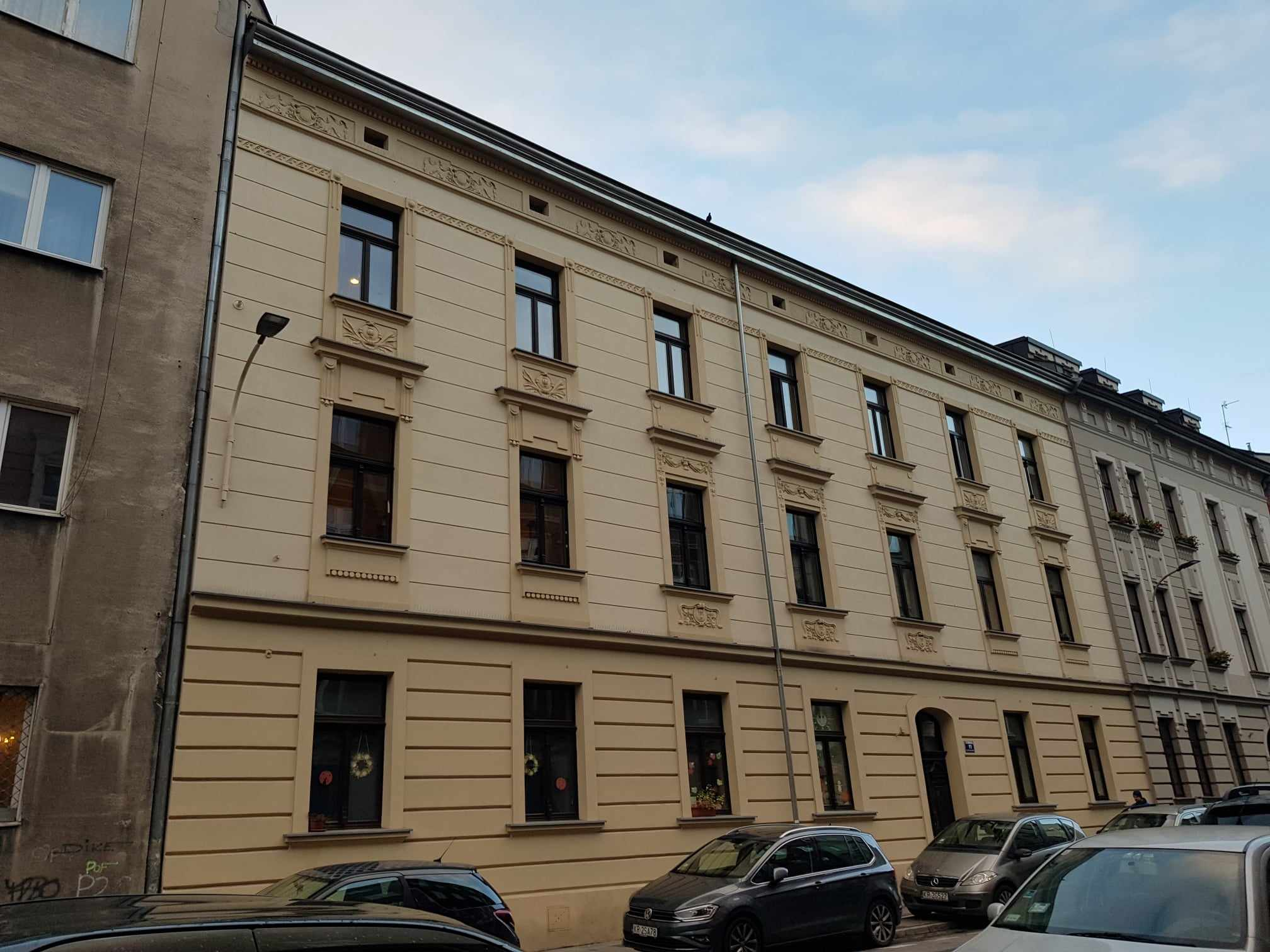
ul. Teofila Lenartowicza 11 Kamienica (XIX w.)
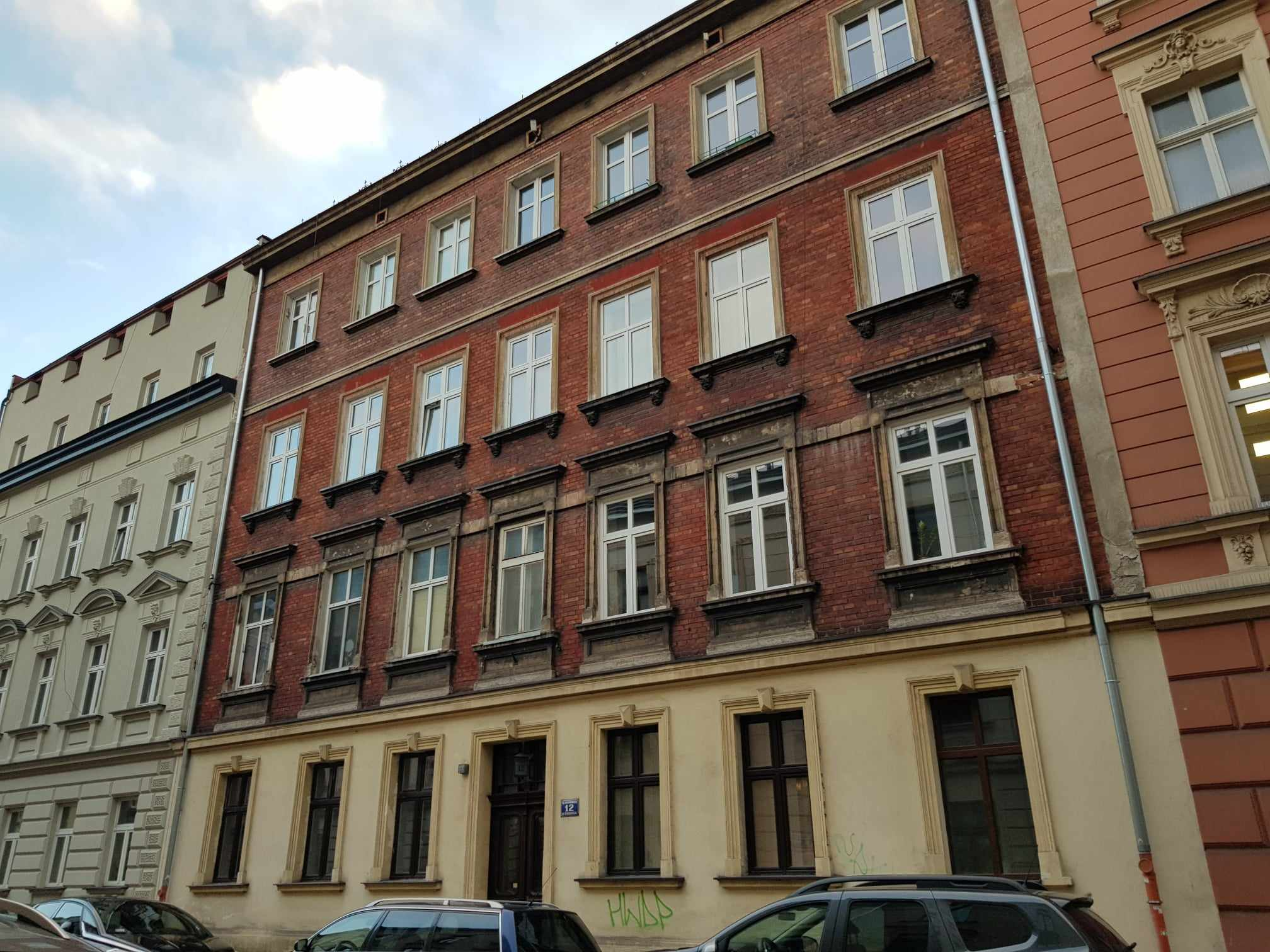
ul. Teofila Lenartowicza 12 Kamienica (XIX w.)
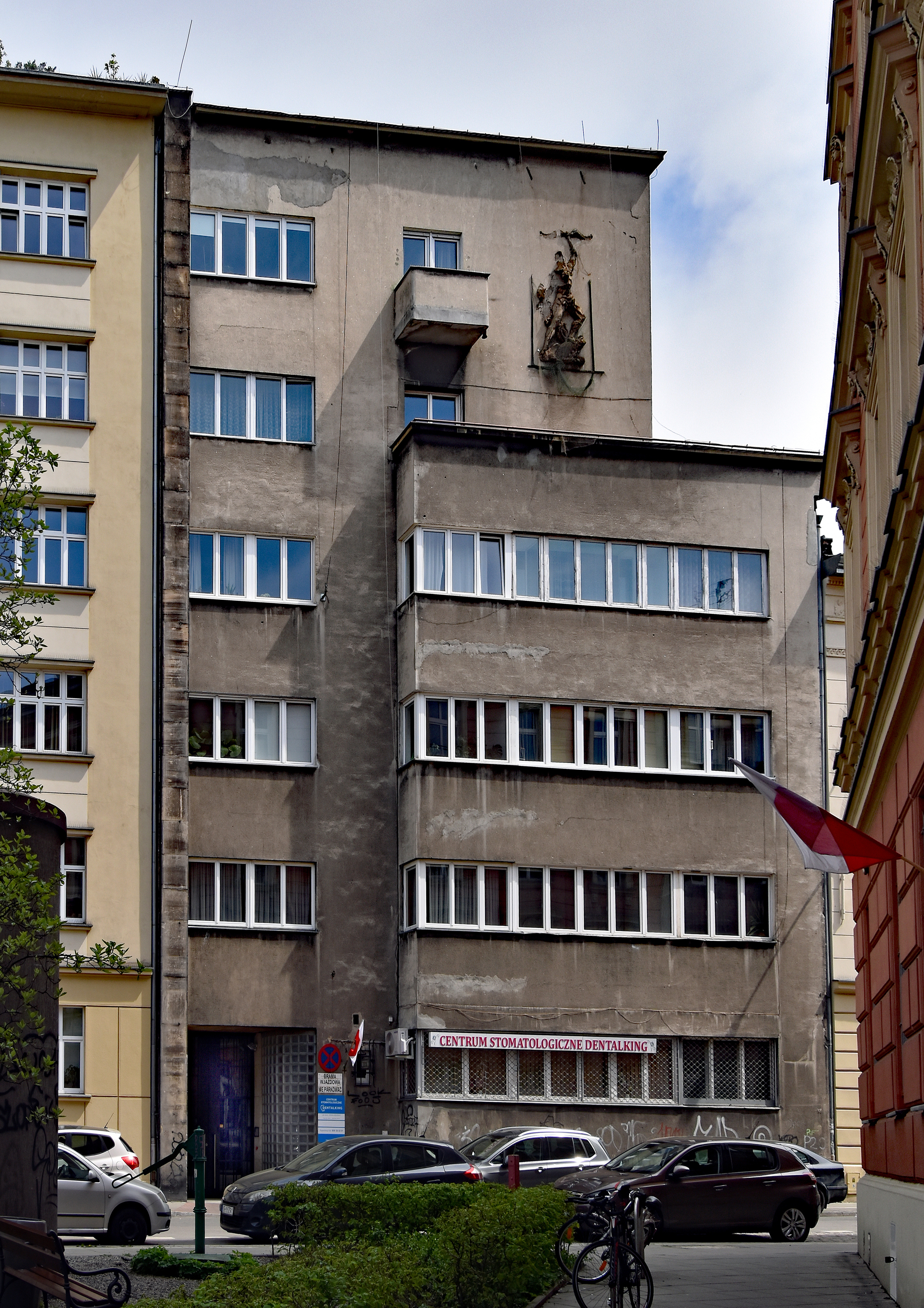
ul. Lenartowicza 13 Modernistyczna kamienica (funkcjonalizm)
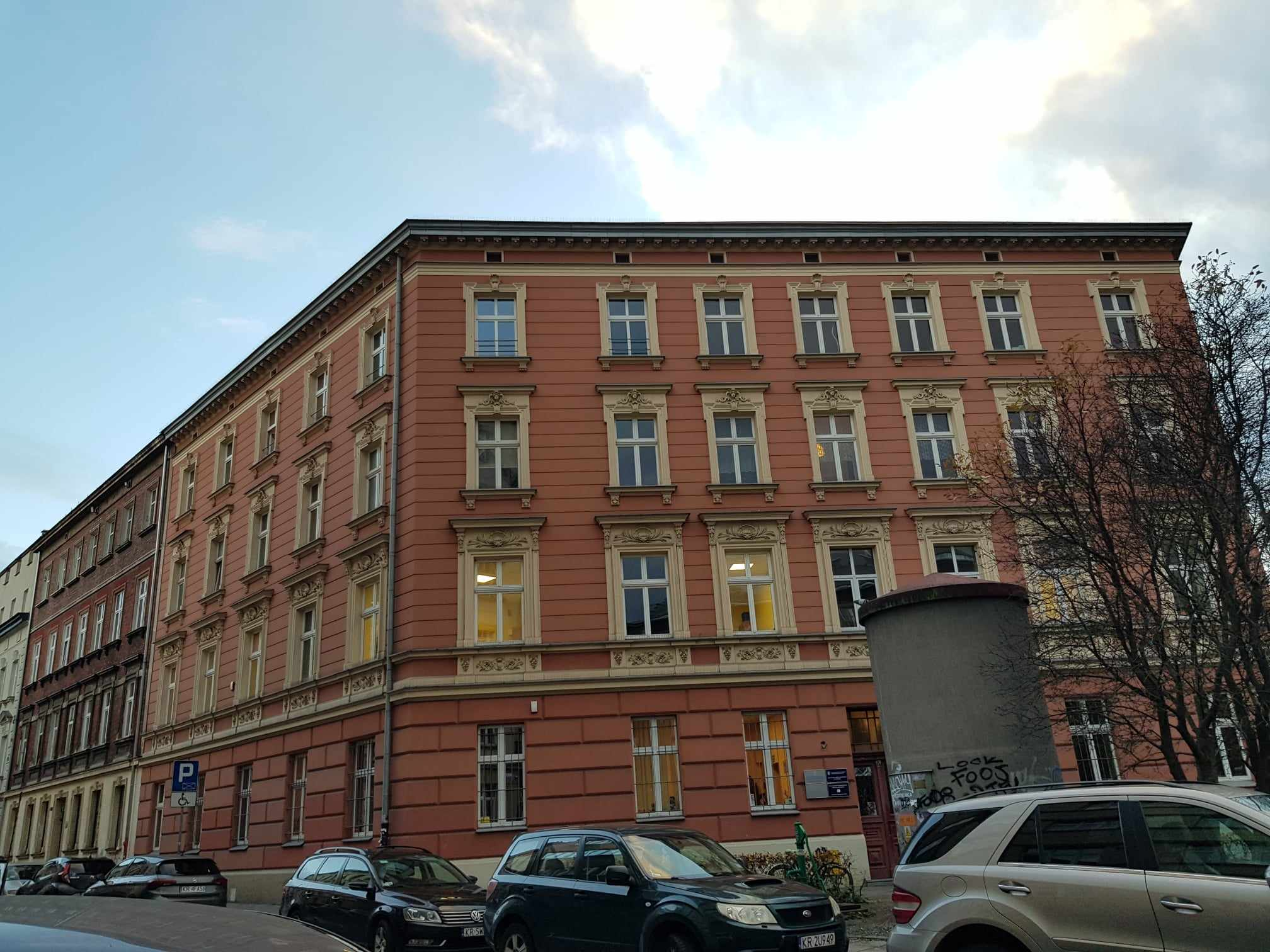
ul. Teofila Lenartowicza 14 Kamienica (1895–1896)
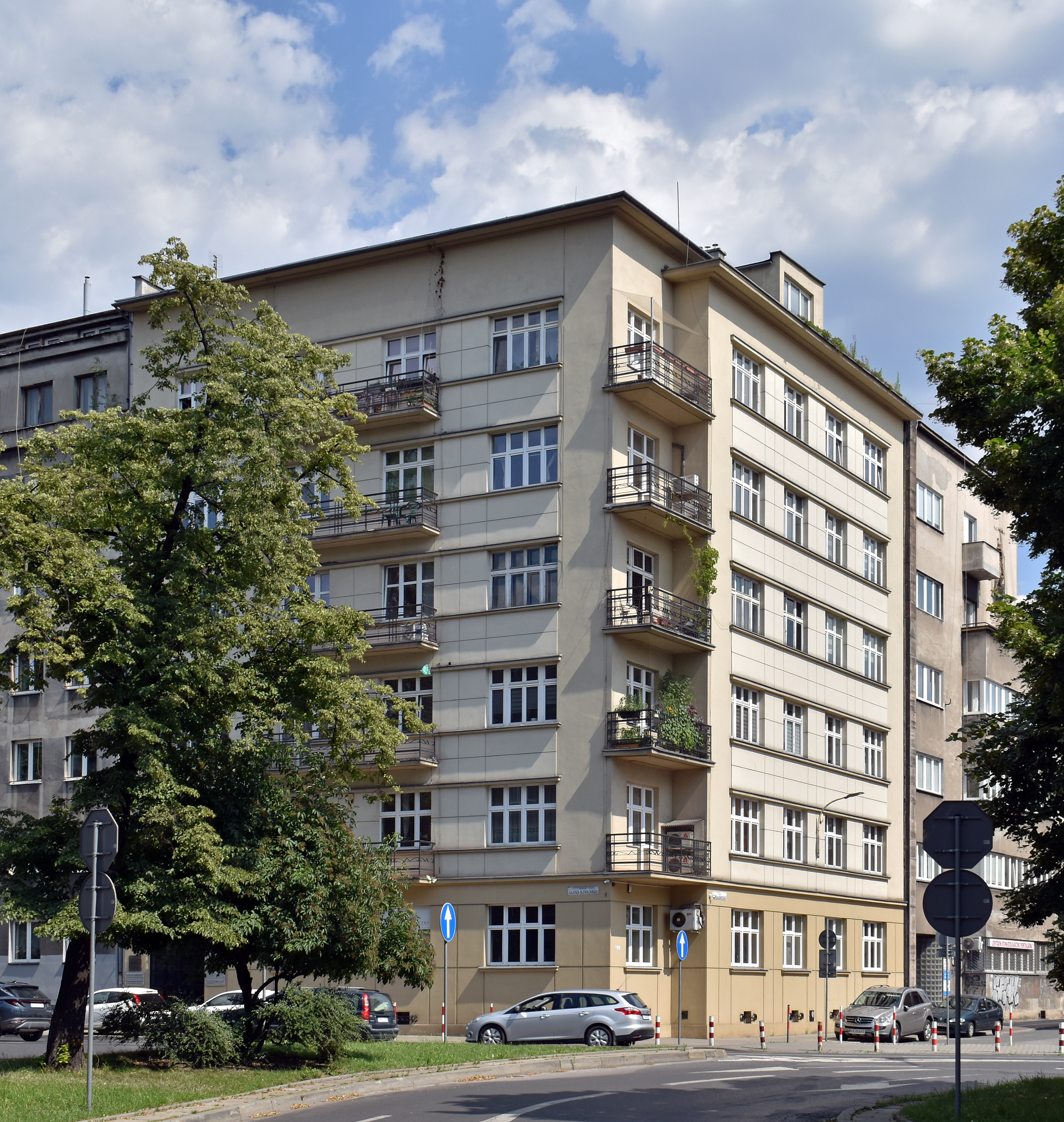
ul. Lenartowicza 15 Modernistyczna kamienica